# Brogärdet
Brogärdet är en bebyggelse i Södertälje kommun, 3,6 km nordost om Järna. Strax väster om Brogärdet ligger Mikaelsgården, där den första antroposofiska verksamheten i Sverige grundades 1935.